# 스즈키 이치조
스즈키 이치조(일본어: 鈴木 一蔵 すずき いちぞう[*], 고지 2년 8월 7일 (1556년 9월 10일) - 몰년 미상)는 마츠다이라 모토야스 (후의 도쿠가와 이에야스)의 서장자라는 설이 있는 인물이다. 휘는 시게야스(重康)이다. 어머니는 토토미국 이와타군 미츠케슈쿠의 여관의 처녀라고 알려져있다.
통설로는 이에야스의 장남은 마츠다이라 노부야스인데, 이 인물의 존재가 사실이라면 노부야스는 차남이라는 이야기가 된다. 고지 3년 (1557년) 정월에 이에야스가 츠키야마도노와 결혼한 것을 고려하면, 츠키야마도노의 친척인 이마가와가에 접근하기 위해 이치조는 친아들로 여겨지지 않았을 가능성이 있다.
일반적인 속설로, 이에야스에게 서장자가 있었다고 할 뿐, 1차 사료에서 확인할 수 없는 인물이어서 현저하게 신빙성이 덜어진다.